# 梅圖耶河畔新城

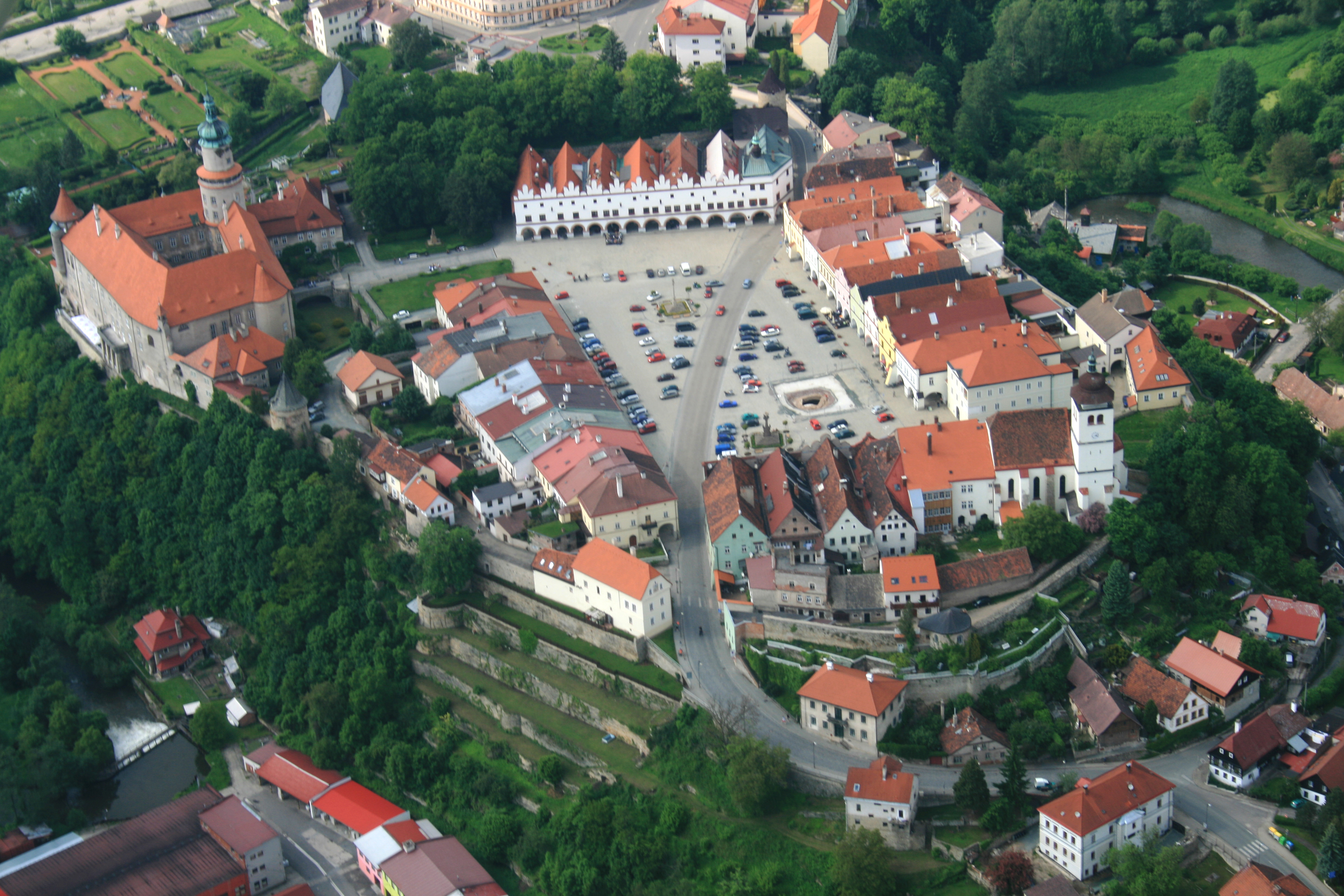

梅圖耶河畔新城是捷克的城鎮，位於該國北部，由赫拉德茨-克拉洛韋州負責管轄，始建於1501年，面積23.12平方公里，海拔高度332米，2012年人口9,784。

## 外部連結
- Municipal website (in Czech)
- Municipal website (in English)
- Municipal police (in Czech)